# Dumuzi (władca Bad-tibiry)
Dumuzi – według Sumeryjskiej listy królów piąty przedpotopowy władca sumeryjski, który panować miał w mieście Bad-tibira. Dotyczący go fragment brzmi następująco:
„Dumuzi, pasterz, panował przez 36000 lat”
Postać legendarna, identyfikowana często z sumeryjskim bogiem pasterzy Dumuzim.